# Ermina Zaenah
Ermina Zaenah, née le 11 novembre 1927 à Jambi et morte le 4 janvier 2009 à Cimahi, est une actrice et productrice de cinéma indonésienne, qui a été active dans les années 1950 et 1960. Elle fait partie du cinéma classique indonésien.

## Filmographie

### Distribution
- Aku dan Masjarakat (1951)
- Seruni Laju (1951)
- Pelarian dari Pagar Besi (1951)
- Pembalasan (1951)
- Bermain dengan Api (1952)
- Kekal Abadi (1952)
- Kisah Kenangan (1952)
- Tiga Pendekar Teruna (1952)
- Sangkar Emas (1952)
- Siapa Dia (1952)
- Surja (1952)
- Ajah Kikir (1953)
- Asmara Murni (1953)
- Bagdad (1953)
- Bawang Merah Bawang Putih (1953)
- Kenari (1953)
- Bintang Baru (1954)
- Gara-gara Djanda Muda (1954)
- Kasih Sajang (1954)
- Pegawai Tinggi (1954)
- Supir Istimewa (id) (1954)
- Gadis Sesat (1955)
- Hadiah 10.000 (1955)
- Berdjumpa Kembali (1955)
- Lagak Internasional (1955)
- Harta Angker (1956)
- Kamar Kosong (1956)
- Buruh Bengkel (1956)
- Sendja Indah (1957)
- Ibu Mertua (1960)
- Nyi Blorong (1982)
- Perkawinan Nyi Blorong (1983)

### Équipage
- Kamar 13 (1961)
- Lagu dan Buku (1961)
- Bakti (1963)
- Ekspedisi Terakhir (1964)